# Jacques Dupin
Pour les articles homonymes, voir Dupin.
Jacques Dupin, né le 4 mars 1927 à Privas et mort le 27 octobre 2012 à Paris, est un poète français.

## Biographie
Né en 1927, Jacques Dupin passe les premières années de son enfance au sein de l'hôpital psychiatrique dans lequel son père est médecin-chef. Il y fréquente les pensionnaires, surtout les "folles", dont le souvenir pesant donnera naissance au recueil Les Mères. À la mort de son père, en 1931 (Jacques Dupin a alors quatre ans), la mère de Jacques l'emmène avec lui en Picardie, d'où elle est originaire. En 1939, la mère et le fils retournent à Privas pour s'éloigner de la guerre. Enfin, en 1944, il se rend à Paris pour y suivre (en dilettante) des études de droit notarial qu'il abandonne très vite pour se consacrer à une vie artistique intense et variée : il rencontre René Char, qui l'introduit dans le cercle des poètes et artistes parisiens, et lui offre un premier poste de secrétaire de rédaction pour la revue Empédocle, qu'il dirige avec Albert Béguin et Albert Camus.
Ce même René Char préfacera son premier recueil publié, Cendrier du voyage (1950), chez Guy Levis Mano (GLM). Char lui fait rencontrer de nombreux galéristes, par le biais desquels il devient le biographe officiel de Miró. Très tôt attendu comme le successeur de Char, il prend le contre-pied de celui-ci en imposant, de livre en livre, une écriture atypique, souvent en ruptures. Ses textes suscitent l'admiration d'auteurs, de peintres comme Antoni Tàpies. Paul Auster traduit ses poèmes en anglais. Mais c'est dans l'ombre qu'œuvre Dupin, dans le retrait. Jamais tenté par le roman, à peine écrira-t-il une pièce de théâtre, proche tout de même de la forme poétique, L'Éboulement.
Il travaille d'abord pour la galerie Maeght, puis, à la mort d'Aimé Maeght, fonde avec Jean Frémon et Daniel Lelong la galerie Lelong. Cela l'amène à rencontrer de nombreux artistes de son temps, au premier rang desquels Alberto Giacometti et Joan Miró occupent une place majeure dans son œuvre. 
Expert de l'œuvre de Miró, il est président du comité de l'ADOM (Association pour la défense de l'œuvre de Joan Miró), qui promeut l'œuvre du peintre et statue sur l'authenticité des œuvres qui lui sont soumises.
Entre 1966 et 1971, il participe à la revue L'Éphémère, mêlant critique d'art et poésie, avec Gaétan Picon, Louis-René des Forêts, Yves Bonnefoy et André du Bouchet. Le lien entre l'art plastique et la poésie est étroit chez Dupin, qui ne cessera de revendiquer ce qu'il doit aux artistes, tant dans sa vie personnelle que dans l'élaboration de sa poétique.
Il meurt le 27 octobre 2012 dans le 10e arrondissement de Paris, à l'âge de 85 ans,.
La médiathèque municipale de Privas porte son nom. 

## Distinction
- 1988 : Grand prix national de la poésie

## Œuvres

### Poésie
- Cendrier du voyage, GLM, Paris, 1950 ; rééd. Fissile éditions, Les Cabannes, 2006
- Art poétique, PAB, Alès, 1956
- Les Brisants, GLM, Paris, 1958
- L'Épervier, GLM, Paris, 1960
- Gravir, Gallimard, Paris, 1963
- L'Embrasure, Gallimard, Paris, 1969
- Dehors, Gallimard, Paris, 1975
- Ballast, Le Collet de Buffle, Paris, 1976
- Histoire de la lumière, L'Ire des Vents, Paris, 1978
- De nul lieu et du Japon, Éditions Fata Morgana, Montpellier, 1981 ; rééd. Farrago, Tours, 2001
- Le Désœuvrement, collages et sérigraphies de Raquel, Orange Export Ltd, Malakoff, 1982
- Une apparence de soupirail, Gallimard, Paris, 1982
- De singes et de mouches, Éditions Fata Morgana, Montpellier, 1983
- Les Mères, Fata Morgana, Montpellier, 1986
- Contumace, POL, Paris, 1986
- Chansons troglodytes, Éditions Fata Morgana, Montpellier, 1989
- Rien encore, tout déjà, Éditions Fata Morgana, Montpellier, 1991, rééd. Éditions Seghers, coll. « Poésie d'abord », 2002
- Échancré, POL, Paris, 1991
- Éclisse, Spectres familiers, Marseille, 1992
- Nuit de la couleur, sérigraphies originales de Raquel, Les Cahiers de la Séranne, 1995
- Le Grésil, POL, Paris, 1996
- Écart, POL, Paris, 2000
- De singes et de mouches suivi de Les Mères (rééd.), POL, Paris, 2001
- Coudrier, POL, Paris, 2006
- Discorde, POL, Paris, 2017

#### Rééditions poche et autre
- L'Embrasure précédé de Gravir et suivi de La Ligne de rupture  et de L'Ongle, Poésie/Gallimard, Paris, 1971
- Le Corps clairvoyant (1963-1982) (rassemble Gravir, L'Embrasure, Dehors et Une apparence de soupirail, préface de Jean-Christophe Bailly, À l'écoute de l'intensité par Valéry Hugotte, et reprise de la préface de Jean-Pierre Richard à L'Embrasure précédé de Gravir), Poésie/Gallimard, Paris, 1999
- Rien encore, tout déjà (rassemble Chansons troglodytes et Rien encore, tout déjà), Seghers, 2002
- Ballast (rassemble Contumace, Échancré et Le Grésil), Poésie/Gallimard, Paris, 2009
- L'esclandre, édition établie par Jean Frémon, Nicolas Pesques et Dominique Viart, introduction de Dominique Viart, Paris, P.O.L., 2022

### Essais sur l'art contemporain
- Joan Miró, Paris, Flammarion, 1961 ; nouvelle édition augmentée en 1993
- Miró sculpteur, Poligrafa, coll. « Fotoscop », 1972
- Textes pour une approche sur Alberto Giacometti, Paris, Maeght éditeur, 1962, nouvelle édition Éditions Fourbis, 1991
- L'Espace autrement dit, Paris, éditions Galilée, 1982
- Matière du souffle (sur Antoni Tàpies), Tours, Éditions Fourbis, 1994
- Chillida, terres et gravitations, Paris, Galerie Lelong, Cahiers d'art contemporain, 1995
- Alberto Giacometti, Tours, Farrago, 1999
- Dessins de Claude Garache, Paris, Adam Biro, 2000
- Demande d'emploi, Marcel Duchamp, Joan Miró, Paris, L'Échoppe, 2002
- Matière d'infini (Antoni Tàpies), Tours, Farrago, 2005
- Par quelque biais vers quelque bord, Paris, P.O.L., 2009
- Face à Giacometti, Paris, P.O.L., 2022

### Essai sur la poésie
- Eclisse, Spectres Familiers, Marseille, 1989
- M'introduire dans ton histoire, POL, Paris, 2007

### Théâtre
- L'Éboulement, éditions Galilée, coll. Théâtre/rupture, Paris, 1977

## Études
- Jean-Pierre Richard, « Jacques Dupin » in Onze études sur la poésie moderne, Seuil, 1964, coll. Points, p. 340-363
- Georges Raillard, Jacques Dupin, Seghers, coll. Poètes d'aujourd'hui, 1974.
- Dominique Viart, L'Écriture seconde. La pratique poétique de Jacques Dupin, Galilée, 1982.
- L'Injonction silencieuse. Cahier Jacques Dupin, dir. Dominique Viart, La Table Ronde, 1995 (textes de Michael Bishop, Yves Bonnefoy, Pierre Vilar, André du Bouchet, Valéry Hugotte, John E. Jackson, Jean Frémon, Claude Esteban, Jean-Claude Mathieu, José Miguel Ullan, Paul Auster, etc.).
- Cahiers de la Bibliothèque littéraire Jacques Doucet, no 2 (1998), textes de Claude Esteban et Francis Cohen.
- Strates. Cahier Jacques Dupin, dir. Emmanuel Laugier, Farrago, 2000 (textes de Jean-Christophe Bailly, Bernard Noël, Cédric Demangeot, Claude Esteban, Jean-Luc Sarré, Dominique Viart, Mathieu Bénézet, Jean-Louis Giovannoni, Alain Freixe, Dominique Fourcade, Pierre Vilar, Jean-Patrice Courtois, etc.).
- Christophe Gérard, « Contribution à une sémantique interprétative des styles : étude de deux œuvres de la modernité poétique : Jacques Dupin et Gérard Macé », revue[4] Texto !, 2005.
- Jacques Dupin ou l'effraction poétique, textes réunis par Jacques Le Gall et Maud Fourton, revue Méthode ! no 8, Éditions Vallongues, 2006.
- 04.03. Mélanges pour Jacques Dupin, POL, 2007.
- Matière d'origine, numéro spécial de la revue Faire part no 20/21, 2007, consacré à Jacques Dupin.
- Michel Surya, Excepté le possible : Jacques Dupin, Roger Laporte, Bernard Noël, Jean-Michel Reynard, fissile éditions, 2010.
- Europe no 998-999, juin-juillet 2012, numéro consacré à Jacques Dupin, sous la direction de Jean-Claude Mathieu, chronologie d'Emmanuel Laugier, entretien avec Paul Auster.